# Розтяжин
Розтя́жин — село в Україні, в Коростенському районі Житомирської області. Населення становить 158 осіб.

## Історія
У 1906 році урочище  Іскоростської волості Овруцького повіту Волинської губернії. Відстань від повітового міста 44 версти, від волості 2. Дворів 1, мешканців 6.